# Fattoum Lassoued
Fattoum Lassoued, née le 25 décembre 1976 à Tunis, est une femme politique et avocate tunisienne, membre de l'assemblée constituante.

## Biographie
Elle entame sa scolarité à Zaghouan puis suit des études secondaires à Jebiniana jusqu’à ce qu'elle obtienne son baccalauréat en lettres. Elle intègre par la suite la faculté des sciences juridiques, politiques et sociales de Tunis et obtient un DEA en droit fondamental. Elle exerce ensuite à Sfax la profession d’avocat et subit des pressions du fait de son port du voile.
Elle intègre Ennahdha après la révolution de 2011 et la chute du régime de Zine el-Abidine Ben Ali et présente sa candidature pour siéger à l'assemblée constituante comme représentante de son parti dans la première circonscription de Sfax ; elle est élue à cette fonction le 23 octobre 2011. Elle y défend les droits de la femme.
Elle est mariée et mère de deux enfants.